# Spottoon
Spottoon és un lloc web en anglès de webtoons coreans creada el setembre de 2015. Pertany a l'empresa Rolling Story. Va associar-se amb Huffington Post per a fer arribar els còmics a una audiència estatunidenca, sent criticats negativament per la presentació del contingut malgrat l'alta qualitat del contingut.
El model de negoci consisteix en pagament pel contingut.